# Albatros L 84
L'Albatros L 84 era un monomotore biplano da caccia progettato dall'azienda tedesca Albatros Flugzeugwerke GmbH e costruito in piccola serie principalmente dalla Focke-Wulf Flugzeugbau AG negli anni trenta.

## Storia

### Sviluppo
Lo sviluppo dell'L 84 risente della confusione e della situazione aziendale in cui versava l'Albatros all'inizio degli anni trenta. Nella speranza di risollevare economicamente l'azienda, venne deciso di progettare un aereo da caccia da poter proporre al Reichswehr, l'esercito tedesco, in previsione di ricostituire la flotta aerea militare dell'allora Repubblica di Weimar. La configurazione principale scelta era quella di velivolo biposto in struttura mista, biplano, ma dalle foto dei mockup realizzati per la galleria del vento si nota una configurazione sesquiplana, poi abbandonata, ed uno studio che prevedeva un impennaggio a V, anch'esso abbandonato nella realizzazione del prototipo.
L'esemplare, Nr.W. 10190 ed immatricolato civilmente D-2086, venne portato in volo per la prima volta nel 1931, caratterizzato da una soluzione progettuale più classica e di motorizzazione BMW VIu, costruito nello stabilimento Albatros ed assemblato con alcune parti prodotte dalla Focke-Wulf Flugzeugbau AG. Unico esemplare completato dall'Albatros prima della sua acquisizione da parte della Focke-Wulf, rimase danneggiato durante un volo di prova. Quest'ultima successivamente ne realizzò una versione leggermente rivista nel sistema di raffreddamento del motore, portata in volo nel febbraio 1933, alla quale venne data la denominazione L 84C.
Il Reichswehr emise inizialmente un ordine per la fornitura di 12 L 84 ma questo venne cancellato dopo aver realizzato il terzo esemplare. Uno di questi venne ridesignato L 84E e motorizzato con un Rolls-Royce Kestrel IIIS ed un altro, a cui venne data la denominazione L 84F, venne equipaggiato con l'ultima versione del BMW VIu dotata di un innovativo sistema di iniezione e che sarà precursore del BMW 106. Almeno un esemplare di L 84 risulta consegnato in Cina.

## Descrizione tecnica
L'aspetto dell'L 84 variò poco nelle sue varie configurazioni, essenzialmente diverse solo per le motorizzazioni adottate. Biplano, monomotore, adottava una tecnica a costruzione mista; la fusoliera era caratterizzata da una infrastruttura in tubi d'acciaio saldati ricoperta in tela, dotata di due abitacoli aperti separati in tandem, l'anteriore per il pilota, il posteriore per il mitragliere. Posteriormente terminava in un impennaggio cruciforme monoderiva dotato di un unico piano orizzontale in posizione avanzata e controventato. La configurazione alare era biplana, con l'ala inferiore montata bassa e traslata verso coda e collegata alla superiore, quest'ultima unita alla fusoliera da una struttura tubolare, da due robusti montanti a V integrati da tiranti in filo d'acciaio. Il carrello d'atterraggio era fisso, ammortizzato anteriormente ed inizialmente completamente avvolto da una carenatura di grandi dimensioni, soluzione successivamente rimossa, integrato posteriormente da un pattino d'appoggio posto sotto la coda. La motorizzazione è quella che più ha diversificato le varie versioni prodotte ma con un denominatore comune nell'adottare una soluzione 12 cilindri a V. La produzione di serie avrebbe comunque adottato un BMW VIu o il suo successivo sviluppo, il BMW 106. L'armamento consisteva in una soluzione classica per i velivoli da combattimento tedeschi del periodo e che consisteva in 2 mitragliatrici MG 17 da 7,92 mm sistemate frontalmente integrata da una MG 15, sempre da 7,92 mm, brandeggiabile montata su un anello a corona ed applicata all'abitacolo posteriore.

## Versioni
L 84
primo prototipo realizzato dall'Albatros; biplano, biposto, motorizzato BMW VIu.
L 84C
versione di produzione Focke-Wulf dotata di un diverso sistema di raffreddamento.
L 84E
versione dotata di motorizzazione Rolls-Royce Kestrel IIIS da 575 hp (429 kW).
L 84F
versione motorizzata BMW VIu dotato di un innovativo sistema di iniezione.